# مات فيش (لاعب كرة قدم)
مات فيش (بالإنجليزية: Matt Fish)‏ هو لاعب كرة قدم بريطاني، ولد في 5 يناير 1989 في كرويدون في المملكة المتحدة. لعب مع إبسفليت يونايتد وكريستال بالاس ونادي بورتسموث ونادي غيلينغهام.

## وصلات خارجية
- مات فيش على موقع قاعدة بيانات كرة القدم.إي يو (الإنجليزية)
- مات فيش على موقع Soccerbase.com (لاعب) (الإنجليزية)